# Дарчиевы
Да́рчиевы (осет. Дарчитæ) — осетинская (туальская) фамилия.

## Антропонимика
Относительно происхождения имени Дарчи существуют две основные версии: грузинская и иранская.
1. Грузинская версия. В Западной Грузии, откуда предание выводит эпонима Дарчиевых, распространена фамилия Дарчия (в Гурии), в Кахетии — Дарчиашвили, в Аджарии — Дарчидзе. В Грузии широко распространены такие мужские имена, как Дарча, Дарчиа, Дарчо. Поскольку «дарчи» по-грузински означает «оставайся», указанные имена приобретают апотропеическое, то есть оберегающее значение. «Если дети в семье мрут, — писал Г. Ф. Чурсин, — новорождённому дают такое имя, которое должно положить конец смертности; у грузин таким именем, например, является Дарчо — „оставшийся“, у аджарцев турецкое Дурсун „пусть останется“, у армян Мнацакан — „остающийся“ и т. п.». А. Г. Шанидзе также производит имена Дарчо и Дарчиа от груз. дарчи «оставайся», в котором видит благопожелание — «живи!», «здравствуй!».
2. Иранская версия. Грузинский автор XI века Джуаншер Джуаншериани в своём произведении «Жизнь Вахтанга Горгасала» сообщает, что царь Вахтанг «нарёк сына своего персидским именем Дарчил, а пo-грузински Дачи». Ещё один картлийский правитель по имени Дарчил упоминается в грузинском агиографическом произведении XII в. «Мученичество Давида и Константина».
Имя Дарчил часто встречается в литературе и в форме Дарчи. Так, О. Евецкий пишет, что столица Грузии была перенесена из Мцхеты в Тифлис «царём Дарчи, сыном и преемником Вахтанга». Наследником Вахтанга Горгасала Э. Эйхвальд также называет царя Дарчи, который в 506 году перенёс свою резиденцию из Мцхеты: «und die König Dartschi versetzte ihm Jahre 506 seine Rezidenz von Mtzcheta ganz dorthin». Авторитетный картвеловед М. Броссе сына Вахтанга Горгасала называет и Дарчи («Wakhtang nomma son fils, en persan Dartchil, Dartchi en georgien»), и Дачи. Описывая древности Тифлиса, известный русский путешественник и этнограф Е. Л. Марков сообщает, что замок Метех был основан «сыном знаменитого Вахтанга Горгаслана, грузинским царём Дарчи». Имя царя Дарчи დარჩი как вариант имени Дарчил დარჩილი приводится в научном издании «Картлис Цховреба», подготовленном и опубликованном в 1955 году С. Г. Каухчишвили, и стало быть, фиксируется в грузинских первоисточниках. Ср. персидское имя Зармил (святой Грузинской православной церкви), которое встречается также в форме Зарми. Отметим также, что в начале XIX века городским головой (мелик-мамасахлисом) Тифлиса был Дарчи Бебутов (1761—1832), представитель старинного княжеского рода.
По мнению М. К. Андроникашвили, Дарчил (а стало быть, и вариант этого имени — Дарчи) восходит к древнеиранскому *Dāraya-ĉiθra "Тот, кто происходит от [царя] Дария", среднеперсидской формой которого было бы *Darĉihr. В грузинском она закономерно должна была дать Darĉil. Возможно также, что *Darcihr получено из среднеперсидского *Dar[aβ]çihr «потомок [царя] Дария». Таким образом, иранская этимология имени Дарчи также представляется весьма убедительной. Следует отметить, что при имянаречении у северокавказских народов имена царей и правителей всегда относились к числу престижных. Поэтому ребёнка вполне могли назвать таким известным в своё время царским именем — Дарчи.
3. Прочее. Попытка Ф. М. Таказова вывести имя Дарчи от тюркского dar со значением «бедный, неимущий» представляет собой умозрительную конструкцию, лишённую научных оснований. Этимологические трактовки принято подкреплять конкретными лексическими примерами, однако подобных примеров в поддержку своего предположения Ф. М. Таказов привести не смог, поскольку таковых не существует. Обозначению понятий «богатый» и «бедный» в тюркских языках посвящены обстоятельные работы крупных российских тюркологов А. Н. Самойловича и Ф. Г. Исхакова. Материалы этих исследований приводят к следующему выводу: в тюркских языках среди обозначений понятия «бедный» («неимущий, убогий, скудный, нищий» и т. д.) слово darçi отсутствует, как отсутствуют среди них и любые другие дериваты от основы dar.

## Происхождение фамилии
Согласно преданию, записанному в 1932 г. от столетнего Ибака Дарчиева (Дарчиты Ибахъ), основателями селения Лисри были Лалды (Лалды) и Науаг (Нæуæг). В то время это была совершенно безлюдная земля, покрытая дремучим лесом:

Науаг и Лалды [первоначально] поселились не на месте этого селения (Лисри), а вон на той возвышенности. Они смотрели с этой возвышенности и увидели холм — место нынешнего святилища Мидхау. Они не могли его найти, но потом нашли. На деревьях делали зарубки (метки), чтобы на обратном пути не заблудиться. ... Тогда решили они переселиться на это место ... У Науага было три сына: Доба, Габыла, Рамон. У Лалды два: Дарчи и Дади.
Оригинальный текст (осет.)Нæуæг æмæ Лалды æрлыгъдысты ацы хъæуы бынатмæ нæ, фæлæ уæлæ къуыппмæ. Æмæ къуыппæй кастысты æмæ ауыдтой тыппыр, ныры Мидгъæуы дзуары бынат. Æмæ йæ нæ ардтой, стæй йæ уæд ыссардтой. Бæрæггæнгæ цæм цыдысты æмæ йæ афтæмæй ссардтой. Бæлæстыл уыгæрдтæ (бæрæггæнæнтæ) кодтой, цæмæй фæстæмæ цæугæйæ ма адзæгъæл уой. ... Уæд сфæнд кодтой ардæм ралидзынмæ. ... Нæуæгæн уыди æртæ фырты: Доба, Габыла, Рæмон. Лалдыйæн райгуырди Дарчи, Дади
— Дарчиев А. В. Культовая принадлежность святилища Мидхау в селении Лисри Северной
Осетии // Научный диалог : журнал. — 2022. — Т. 11, № 10. — С. 321, 322.
Имя Нæуæг имеет явно осетинское происхождение (от осет. апеллятива нæуæг "новый"). Имя Лалды по облику напоминает некоторые другие имена, бытовавшие в прошлом у осетин (Еналды, Челды, Дзаналды), и, скорее всего, также не является грузинским по происхождению. 
У Дарчи было четыре сына: Реваз (Реуаз), Моурав (Морау), Сидак (Сидахъ) и Заза. Со временем Сидак, Моурав и Заза основали фамилии Сидаковых (Сидахътæ), Моураовых (Мораутæ) и Зазаевых (Зазатæ), а Реваз свою фамилию вывел от имени отца — Дарчиевы. Дарчиевы были большой фамилией. Об их численности и мощи свидетельствуют замок и шесть боевых и жилых башен в Лисри. По версии генеалогического предания, записанного более полувека назад со слов 70-летнего Антона Дарчиева, его многочисленные родственники из села Лисри происходят от мегрела, покинувшего родину из-за кровной мести. По другой версии, корни Дарчиевых следует искать в Абхазии. Дарчиевы с давних времен жили в ауле Ксурт высокогорной части Алагирского ущелья. Красивую церковь Успения Пресвятой Богородицы в Лисри и начальную школу рядом с ней построили по решению схода аула, при этом Дарчиевы (а именно патронимия Хæмæттæ) выделили под строительство один из лучших участков своей земли.
Родственными фамилиями (осет. æрвадæлтæ) Дарчиевых являются — Калаевы, Моураовы, Сидаковы.

## Генетическая генеалогия
Дарчиев — G2a1a (G2-P18)
276864, SI13998 — Darchiev — J2a1b (Z7671+, CTS3261-)

## Известные представители
- Соломон Гавриилович Дарчиев (1881-1914) — в 1909-1914 гг. священник Заккинского прихода (сел. Захъхъа), в марте 1914 г. был назначен священником Зарамагского прихода.[23]
- Давид Гаврилович Дарчиев (1911–1989) — видный осетинский поэт и переводчик, заслуженный работник культуры Северо-Осетинской АССР.
- Лазарь Кантемирович Дарчиев (1932-2005) - заслуженный врач Российской Федерации, кавалер ордена Трудового Красного Знамени, отличник здравоохранения; директор республиканского территориально-медицинского объединения «Фтизиатрия» (реорганизованный бывший республиканский противотуберкулезный диспансер).[24] [25]
- Батарбек Кантемирович Дарчиев (1934-1997) - заслуженный врач Республики Северная Осетия-Алания.
- Эльбрус Дзапарович Дарчиев (1935-2010) - заслуженный строитель Северо-Осетинской АССР.[26]
- Хетаг Акимович Дарчиев (1937-2012) - заслуженный работник связи Российской Федерации, начальник Государственного предприятия связи "Радиотелевизионный передающий центр Республики Северная Осетия".
- Владимир Викторович Дарчиев (1941-2015) - заслуженный строитель Республики Северная Осетия-Алания.[27]
- Руслан Харитонович Дарчиев (1942-2020) - заслуженный работник сельского хозяйства Республики Северная Осетия-Алания, кавалер ордена Трудовой Славы III степени, ветеран труда.
- Анатолий Викторович Дарчиев (1952-2014) - дипломат, советник 1 класса Министерства иностранных дел Российской Федерации (= генерал-майор). В середине 1980-х гг. - второй секретарь посольства СССР в Индии.[28]
- Хетаг Владимирович Дарчиев - драматург, режиссёр, лауреат государственной премии имени Мисоста Камбердиева (2021).
- Тереза Касполатовна Дарчиева - заслуженный работник образования Республики Северная Осетия-Алания.
- Лилия Васильевна Дарчиева - заслуженная артистка Карачаево-Черкесской Республики, артистка балета Театра танца республиканского государственного бюджетного учреждения «Государственная филармония Карачаево-Черкесской Республики».

### Армия и силовые структуры
- Сардион Дарчиев - офицер, Георгиевский кавалер.[29]

- Виктор Семёнович Дарчиев (1924-2006) - полковник КГБ СССР, начальник 2 отделения 2 отдела КГБ при Совете министров СОАССР (1957 г.); оперуполномоченный КГБ при Совете министров СОАССР в Пригородном районе (1961 г.).
- Анзор Тимофеевич Дарчиев (1937-2007) - полковник Советской Армии, командир 47 отдельного аэродромно-строительного полка (Тикси, в/ч 30223).
- Владимир Амурханович Дарчиев - подполковник МВД РФ, старший следователь по особо важным делам, отличник милиции.
- Нателла Евгеньевна Дарчиева - подполковник МВД РФ, заместитель начальника информационного центра при МВД Карачаево-Черкесской Республики.[30]
- Любовь Васильевна Дарчиева - подполковник МВД РФ, руководитель группы правового отдела МВД Карачаево-Черкесской Республики.

### Русско-турецкая война 1877-1878 гг.
- Семён Дарчиев - урядник Тифлисского дворянского дивизиона; участник боёв за взятие Карса, награждён орденом.[31]

### Первая мировая война 1914-1918 гг.
- Егор (Агор) Дарчиев - всадник Осетинского конного полка, погиб в бою 16.08.1916 (высота 807).
- Захарий Дарчиев - рядовой 80-го пехотного Кабардинского полка, награждён Георгиевской медалью IV-й степени.
- Илия Дарчиев - рядовой Осетинской пешей бригады.
- Майран Дарчиев - Осетинская дивизия, рядовой.

### Спорт
- Роберт Юрьевич Дарчиев - победитель Кубка СССР по полноконтактному каратэ (14-16 сентября 1991).
- Константин Владимирович Дарчиев - заслуженный тренер Российской Федерации, мастер спорта СССР по классической борьбе, отличник народного просвещения.
- Валерий Казбекович Дарчиев - чемпион России по панкратиону (2004).
- Арсен Ахсарович Дарчиев-Кириленко - главный тренер мужского волейбольного клуба "Грозный";Грозный (волейбольный клуб) главный тренер мужского волейбольного клуба "Автомобилист (Санкт-Петербург).Автомобилист (волейбольный клуб, Санкт-Петербург)
- Олег Павлович Дарчиев - заслуженный мастер спорта России, мастер спорта России международного класса, игрок сборной России по кёрлингу среди слабослышащих, двукратный призёр Сурдоолимпийских Игр (2015, 2019).

### Наука
- Сергей Харитонович Дарчиев - доктор технических наук. Диссертация: "Электротехнические комплексы для тяговых и трансформаторных подстанций железных дорог: Теория. Проектирование. Внедрение". М., 2007.
- Борис Харитонович Дарчиев - кандидат технических наук. Диссертация: "Исследование механизма стабилизации и реологических свойств концентрированных пищевых эмульсий". М., 1975.
- Инал Давидович Дарчиев - кандидат исторических наук. Диссертация: "Упрочение союза рабочего класса с крестьянством в условиях строительства коммунизма (1965-1970 гг.)". М., 1970.
- Илларион Валериевич Дарчиев - кандидат технических наук. Диссертация: "Исследование и моделирование влияния примесей на показатели электролиза цинка: на примере олова, германия и сурьмы". Владикавказ, 2015.
- Георгий Константинович Дарчиев - кандидат технических наук. Диссертация: "Разработка технологии проектирования гребных винтов ледовых транспортных судов с улучшенными кавитационными характеристиками на режимах движения в свободной воде". СПб., 2021.
- Анфиса Ефимовна Дарчиева - кандидат геолого-минералогических наук. Диссертация: "Изучение изменения состава околорудных вмещающих пород в результате гидротермального рудообразования с целью совершенствования методики оценки геохимических аномалий: На примере Садонского рудного района". М., 2001.
- Алёна Тимофеевна Дарчиева - кандидат педагогических наук. Диссертация: "Формирование художественных интересов подростков в процессе изобразительно-творческой деятельности". Владикавказ, 2007.
- Елена Ивановна Дарчиева - кандидат медицинских наук. Диссертация: "К патогенезу и профилактике ишемических послеоперационных осложнений в хирургическом лечении рака желудка". Ростов-на-Дону, 2004.
- Нина Константиновна Дарчиева - кандидат исторических наук. Диссертация: "Советская женщина и культурная революция". Махачкала, 1969.
- Фатима Викторовна Дарчиева - кандидат исторических наук. Диссертация: "Критика буржуазных концепций формирования национальной интеллигенции народов СССР". М., 1985.
- Светлана Валерьевна Дарчиева - кандидат исторических наук. Диссертация: "Деятельность депутатов Государственной Думы от Северного Кавказа в разрешении национального вопроса": 1906-1917 гг.". Владикавказ, 2006.
- Мадина Владимировна Дарчиева - кандидат филологических наук. Диссертация: "Вербальный код осетинского поминального обрядового текста : на материале обрядов зазхӕссӕн и зӕрдӕвӕрӕн". Нальчик, 2011.